# ソフトペースト
ソフトペーストとは、主にヨーロッパ産の陶磁器用のポーセリン素地のことを指す。カオリン（カオリナイト;ケイ酸金属化合物）を含まない粘土のこと。この素材から焼き上がったものを日本では陶器と呼ぶ。

## 概要
シルクロードから大航海時代にかけて東洋の陶磁器製品（皿や壺、人形など）がヨーロッパで流行し、ヨーロッパの職人たちはそれらを真似て作ろうとしたが、粘土の性質自体に問題があると判明、ありとあらゆる方法で東洋の土の再現を試みる。錬金術や黒魔術まがいの試みには、人間の死体を使うこともあった。
公式には1738年にヨーロッパでフリット（白砂・アルミ・ソーダ・ギプス石膏・硝石・岩塩を人工的に混ぜた物）を石灰と白亜をつなぎに粘土に混ぜ、少々低温で焼成したものがソフトペーストの起源であると言われている。
自然発生でないのと、ガラス質が少なく焼成しても化学結合が少ないため、ハードペーストのポーセリンと比べると表面がブツブツした感じに焼き上がるので、当時のヨーロッパ磁器はどうしても表面をなめらかで綺麗にするためにグレーズ（透明の釉薬）が必要だったものと思われる。その名残か、今でもリアドロやフンメルなどのヨーロッパの磁器メーカーではグレーズを商品のデザインに取り入れている。